# Руа (Франш-Конте)
Руа́ (фр. Roye) — коммуна во Франции, находится в регионе Франш-Конте. Департамент — Верхняя Сона. Входит в состав кантона Люр-Сюд. Округ коммуны — Люр.
Код INSEE коммуны — 70455.

## География
Коммуна расположена приблизительно в 340 км к юго-востоку от Парижа, в 65 км северо-восточнее Безансона, в 30 км к востоку от Везуля.
По территории коммуны протекает река Раэн.

## Население
Население коммуны на 2010 год составляло 1345 человек.
| 1962 | 1968 | 1975 | 1982 | 1990 | 1999 | 2010 |
| ---- | ---- | ---- | ---- | ---- | ---- | ---- |
| 704  | 786  | 918  | 1028 | 1176 | 1127 | 1345 |

## Экономика
В 2010 году среди 857 человек трудоспособного возраста (15—64 лет) 607 были экономически активными, 250 — неактивными (показатель активности — 70,8 %, в 1999 году было 64,1 %). Из 607 активных жителей работали 543 человека (289 мужчин и 254 женщины), безработных было 64 (28 мужчин и 36 женщин). Среди 250 неактивных 64 человека были учениками или студентами, 82 — пенсионерами, 104 были неактивными по другим причинам.

## Фотогалерея

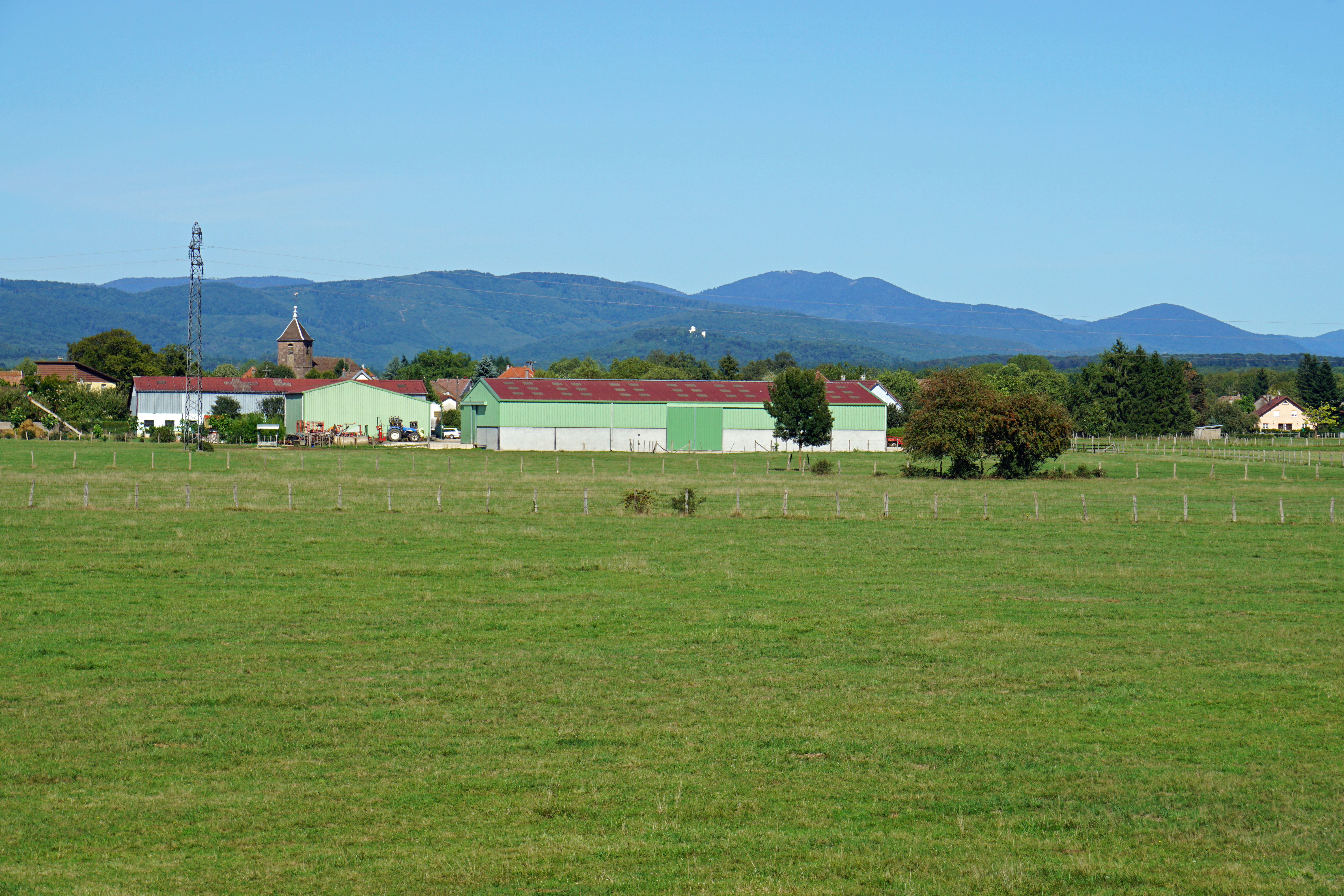
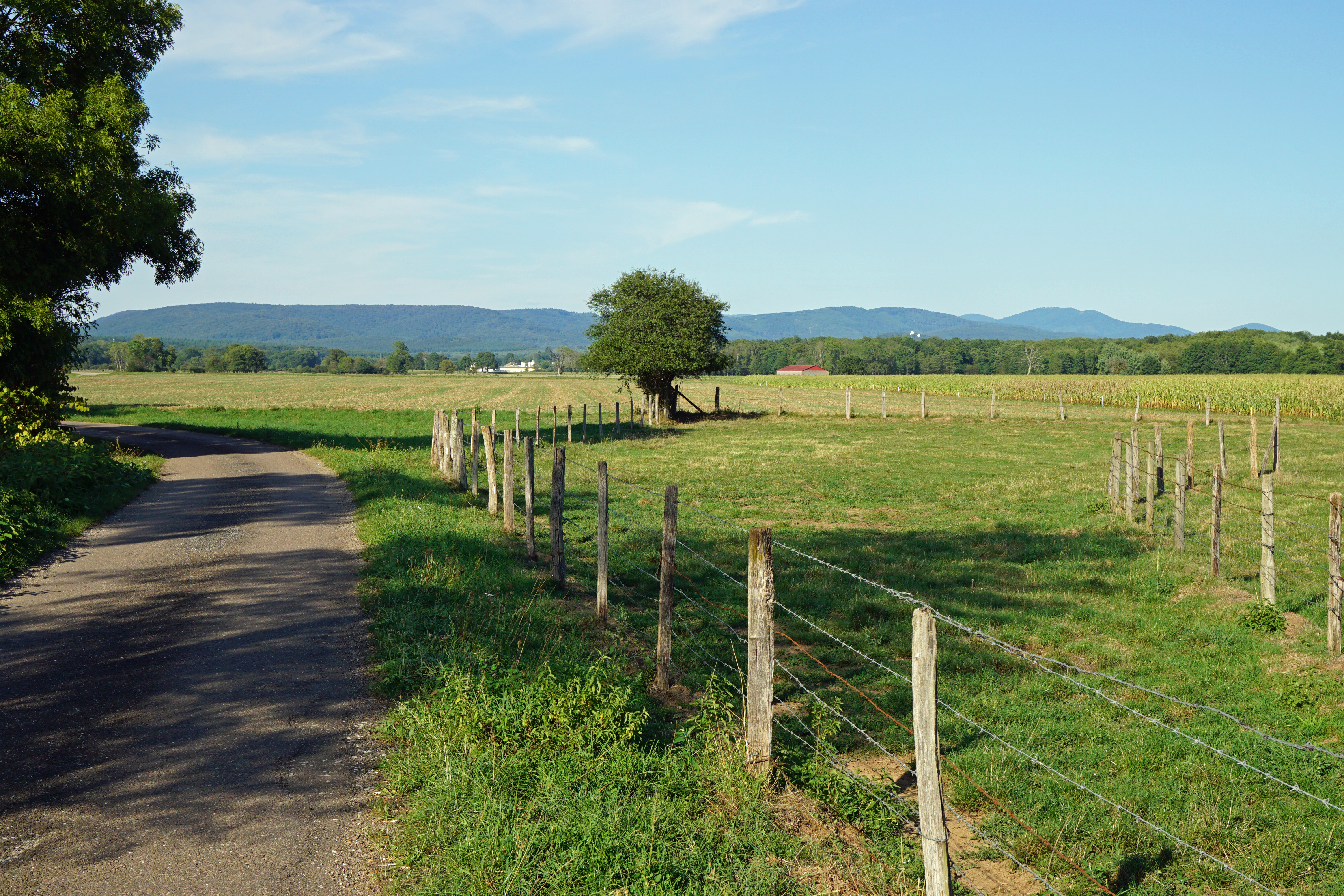
Ландшафт между Руа и Ла-Кот
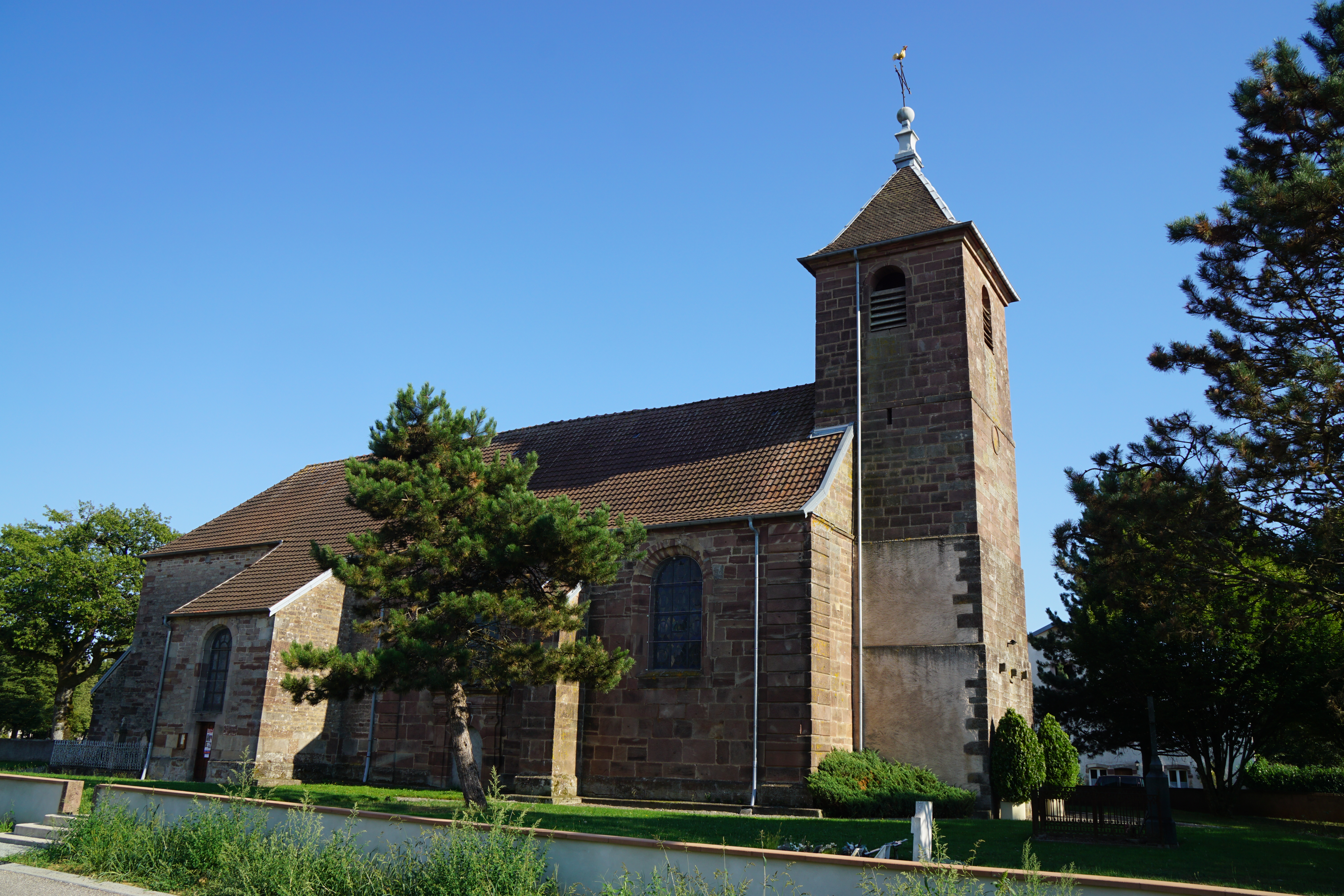
Церковь Св. Ипполита
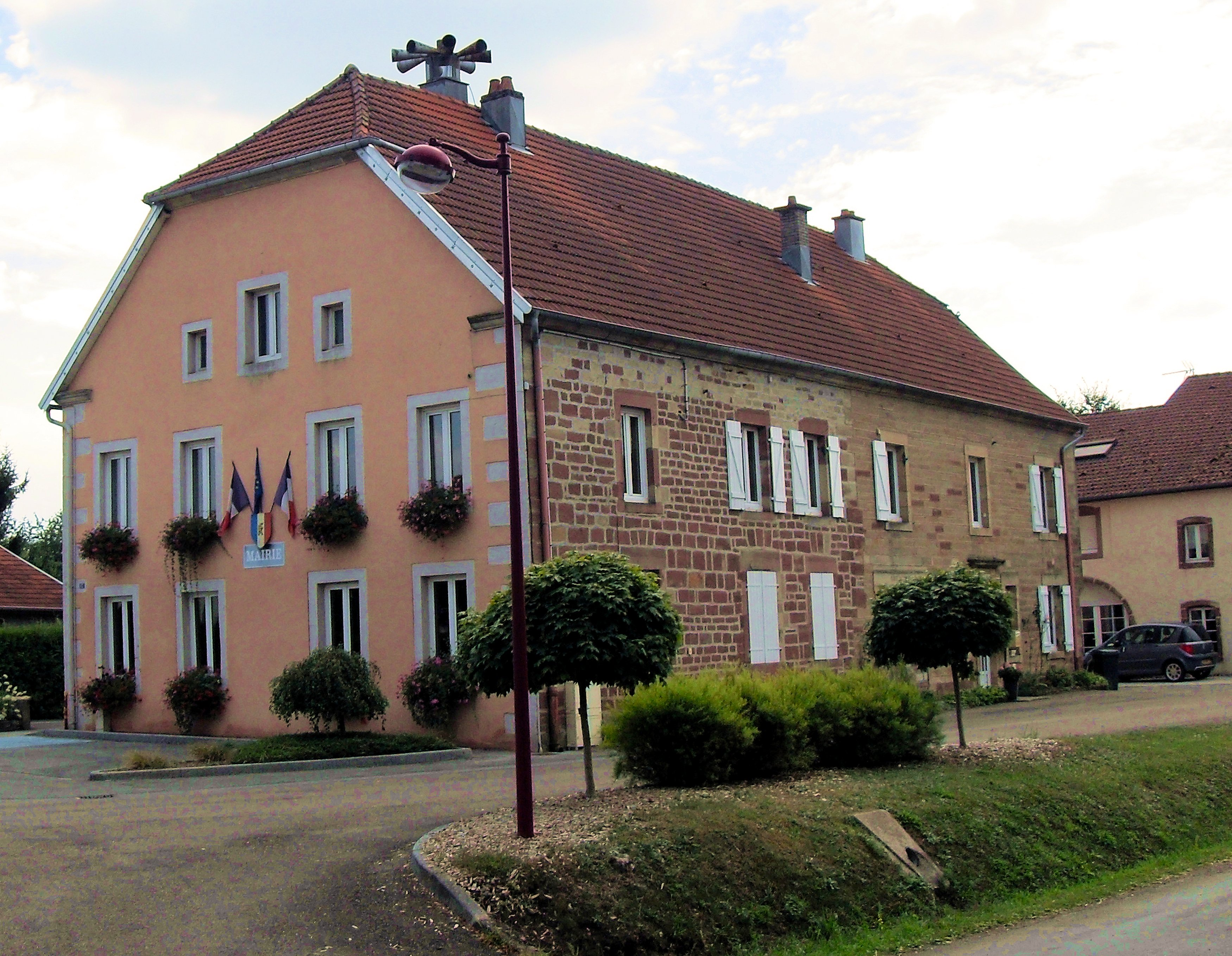
Мэрия
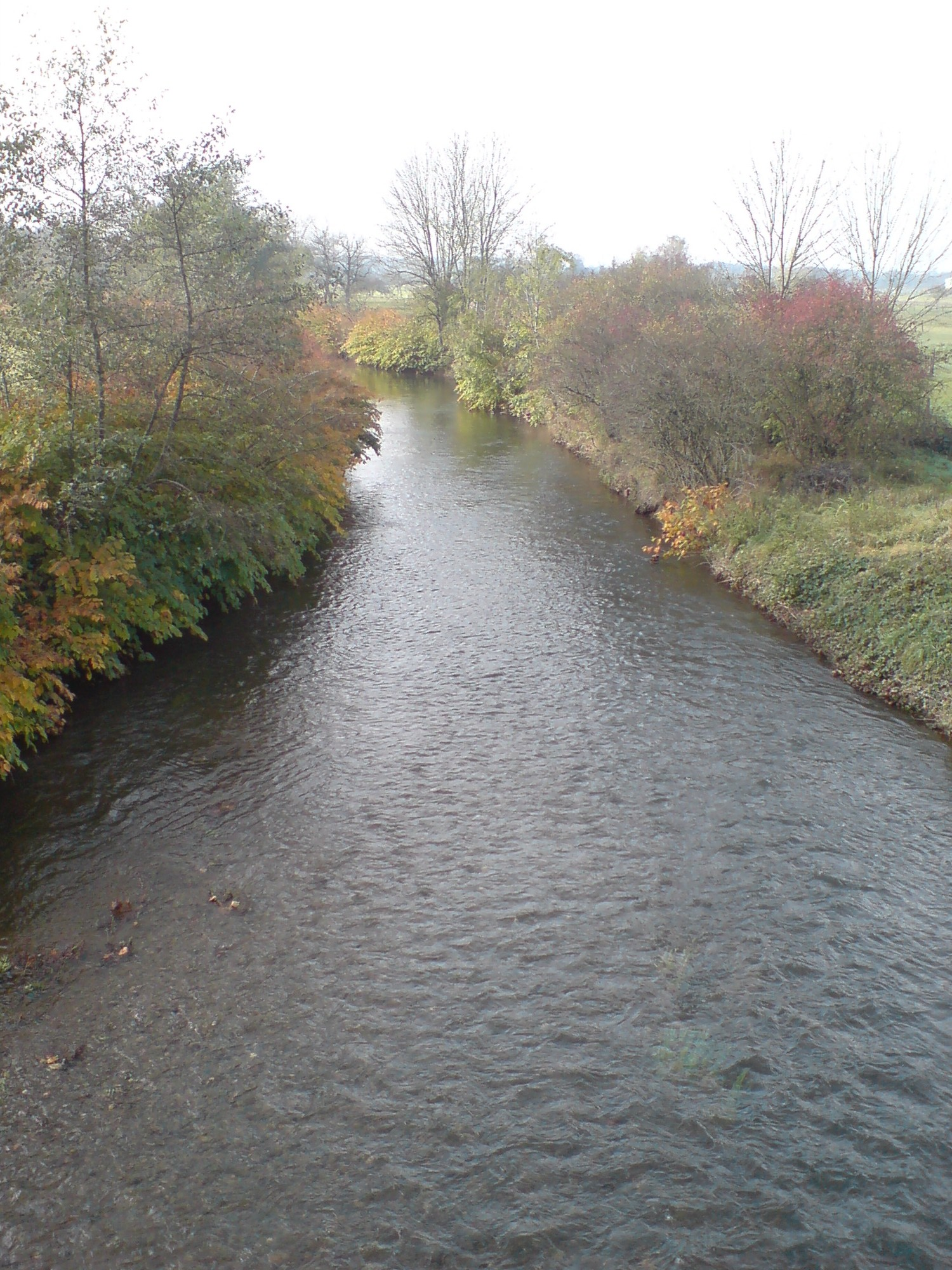
Река Раэн